# Thomas Agar-Robartes, VI visconte Clifden
Thomas Charles Agar-Robartes, VI visconte Clifden (Londra, 1º gennaio 1844 – 19 luglio 1930), è stato un politico irlandese.

## Biografia
Era il figlio di Thomas Agar-Robartes, I barone Robartes, e di sua moglie, Juliana Pole-Carew, figlia di Reginald Pole-Carew. Frequentò la Harrow School e il Christ Church di Oxford.

## Carriera
Nel 1880 è stato membro del Parlamento come uno dei due rappresentanti per Cornwall East, un posto che ha mantenuto fino 1882, quando successe al padre nella baronia ed è entrato nella Camera dei lord. Il 10 settembre 1899 successe al cugino come visconte Clifden. In seguito è stato Lord luogotenente del Cambridgeshire (1906-1915).

## Matrimonio
Sposò, il 24 aprile 1878 a Londra, Mary Dickenson (?-19 gennaio 1921), figlia di Francis Dickenson. Ebbero quattro figli:
- Mary Vere Agar-Robartes (12 aprile 1879-9 aprile 1946), sposò Reginald Yarde-Buller, non ebbero figli;
- Thomas Agar-Robartes (22 maggio 1880-30 settembre 1915);
- Francis Agar-Robartes, VII visconte Clifden (14 aprile 1883-15 luglio 1966);
- Arthur Agar-Robartes, VIII visconte Clifden (9 giugno 1887-22 dicembre 1974).

## Morte
Morì il 19 luglio 1930. Fu sepolto a Lanhydrock House.